# Pazo de familia
Pazo de familia és una sèrie de televisió emesa per Televisión de Galicia des de 2014, amb gran èxit d'audiència (fins al 14,2 % de l'audiència).

## Descripció
La sèrie, continuació de Libro de familia, esdevé en un "pazo" de ciutat, el dels Pardo-Veiga.
Pazo de familia retrata la Galícia dels anys vuitanta. El seu argument barreja tramrs de poder, amor i humor en cada capítol.

## Intèrprets
- Mayka Braña com Sara Cebrián
- Mabel Rivera com Leonor Veiga
- Luís Iglesia com Emilio
- Arturo Santos Zas com D. César
- Iria Sobrado com Mónica
- Beatriz Serén com Claudia
- Gonzalo Uriarte com Cosme Cabanas
- Jaime Faraldo com Lolo Cabanas
- Iolanda Muíños com María Luisa "Marisiña" Couto Espósito
- Toni Salgado com Nino
- Carmen Méndez com Rita
- Ledicia Sola com Sofía Salgado
- Iván Marcos com Daniel
- Nieves Rodríguez com Iria
- Miguel Pernas
- Estíbaliz Veiga com Sandra
- Víctor Mosqueira
- Víctor Fábregas com Tomaso
- Marta Doviro
- Antonio Durán "Morris"
- Cristina Iglesias

## Capítols

### Primera temporada
| #  | Títol          | Data d'emissió         |
| -- | -------------- | ---------------------- |
| 01 | Sense anunciar | 1 de desembre de 2014  |
| 02 | Sense anunciar | 8 de desembre de 2014  |
| 03 | Sense anunciar | 15 de desembre de 2014 |
| 04 | Sense anunciar | 22 de desembre de 2014 |
| 05 | Sense anunciar | 29 de desembre de 2014 |
| 06 | Sense anunciar | 5 de gener de 2015     |
| 07 | Sense anunciar | 12 de gener de 2015    |
| 08 | Sense anunciar | 19 de gener de 2015    |
| 09 | Sense anunciar | 26 de gener de 2015    |
| 10 | Sense anunciar | 2 de febrer de 2015    |
| 11 | Sense anunciar | 9 de febrer de 2015    |
| 12 | Sense anunciar | 16 de febrer de 2015   |
| 13 | Sense anunciar | 23 de febrer de 2015   |
| 14 | Sense anunciar | 2 de març de 2015      |
| 15 | Sense anunciar | 9 de març de 2015      |

### Segona temporada
| #  | Títol          | Data d'emissió     |
| -- | -------------- | ------------------ |
| 16 | Sense anunciar | 23 de març de 2015 |
| 17 | Sense anunciar | 30 de març de 2015 |
| 18 | Sense anunciar | 6 d'abril de 2015  |
| 19 | Sense anunciar | 2015               |
| 20 | Sense anunciar | 2015               |
| 21 | Sense anunciar | 2015               |
| 22 | Sense anunciar | 2015               |
| 23 | Sense anunciar | 2015               |
| 24 | Sense anunciar | 2015               |
| 25 | Sense anunciar | 2015               |
| 26 | Sense anunciar | 2015               |
| 27 | Sense anunciar | 2015               |
| 28 | Sense anunciar | 2015               |
| 29 | Sense anunciar | 2015               |
| 30 | Sense anunciar | 2015               |
| 31 | Sense anunciar | 2015               |
| 32 | Sense anunciar | 2015               |

## Guardons i nominacions
Premis Mestre Mateo
Als Premis Mestre Mateo de 2014, Pazo de familia va estar nominada en 3 categories, resultant guanyadora Mabel Rivera al premi a la millor actriu.
| Any  | Categoria                  | Receptor                           | Resultat   |
| ---- | -------------------------- | ---------------------------------- | ---------- |
| 2014 | Millor sèrie de televisió  | Central de Telecontenidos para TVG | Nominada   |
| 2014 | Millor actriu protagonista | Mabel Rivera                       | Guanyadora |
| 2014 | Millor disseny de vestuari | María Fandiño e Leticia Melendro   | Nominats   |
| 2015 | Millor sèrie de televisió  | Central de Telecontenidos para TVG | Nominada   |
| 2015 | Millor actriu secundària   | Carmen Méndez                      | Nominada   |